# Bossembélé
Bossembélé – miasto w zachodniej Republice Środkowoafrykańskiej (Prefektura Ombella-M'Poko). Według danych szacunkowych na rok 2003 liczy 10 750 mieszkańców. W mieście znajduje się port lotniczy Bossembélé.